# Ostfriesenwitz

Karte Ostfrieslands

Der Ostfriesenwitz gehört zur Gruppe der Witze über Bevölkerungsgruppen, in diesem Fall die im Nordwesten Deutschlands lebenden Ostfriesen.
Die Grundstruktur dieser Witze ist in der Regel ein einfaches Frage-Antwort-Schema, bei dem oft nach einer vermeintlichen Eigenart der Ostfriesen gefragt wird und der Humor zumeist auf Kosten der angeblich dummen und/oder primitiv-niveaulosen Ostfriesen geht; oft werden die Ostfriesen dabei als Bauern oder ländliche Bevölkerung, bevorzugt als dümmliche, einfältige Küstenbewohner, beschrieben. Viele Pointen beschreiben ein Scheitern der Ostfriesen dadurch, dass sie eine Redewendung oder ein im übertragenen Sinne benutztes Wort wörtlich nehmen (Wortwitz). Gelegentlich kommt auch der umgekehrte Fall vor, in dem die Ostfriesen die Klügeren sind, wobei für die Gegenseite meist eine Bevölkerungsgruppe aus dem südlichen deutschen Sprachraum eingesetzt wird. Auch von Komikern wie Otto Waalkes und Karl Dall, die selbst gebürtige Ostfriesen sind, wurden, meist nach völlig freiem Schema, Witze mit oder über Ostfriesen erzählt.
In Ostfriesland selbst werden diese Witze zumeist gelassen genommen. Begrüßt und anerkannt wird der positive Effekt der größeren Bekanntheit des relativ kleinen Ostfrieslands durch eben jene Witze, besonders in Hinblick auf die dort wirtschaftlich relativ bedeutende Touristikbranche. Falsch hingegen ist es, dass die Ostfriesen diese Witze selbst erfunden hätten.
Da die Ostfriesen zur Zeit der Entstehung dieser Witze auch oft als Ossis abgekürzt wurden – bis dieser Begriff im Zuge der deutschen Wiedervereinigung auch für Ostdeutsche genutzt wurde –, sprach man damals auch von Ossiwitzen.

## Beispiele für typische Ostfriesenwitze

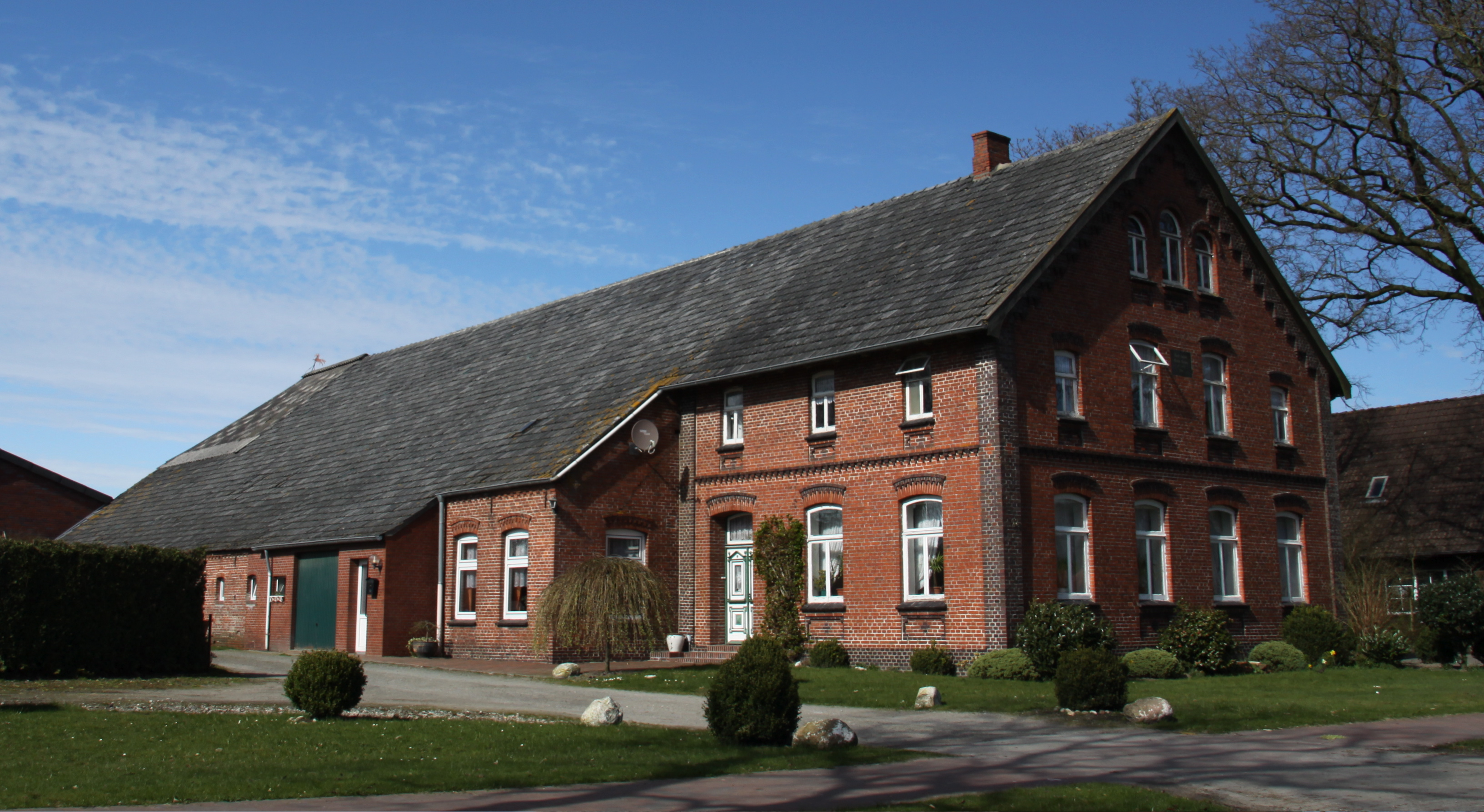
Wiederkehrendes Thema: Ländliche Bevölkerung (Gulfhof bei Aurich, Ostfriesland)

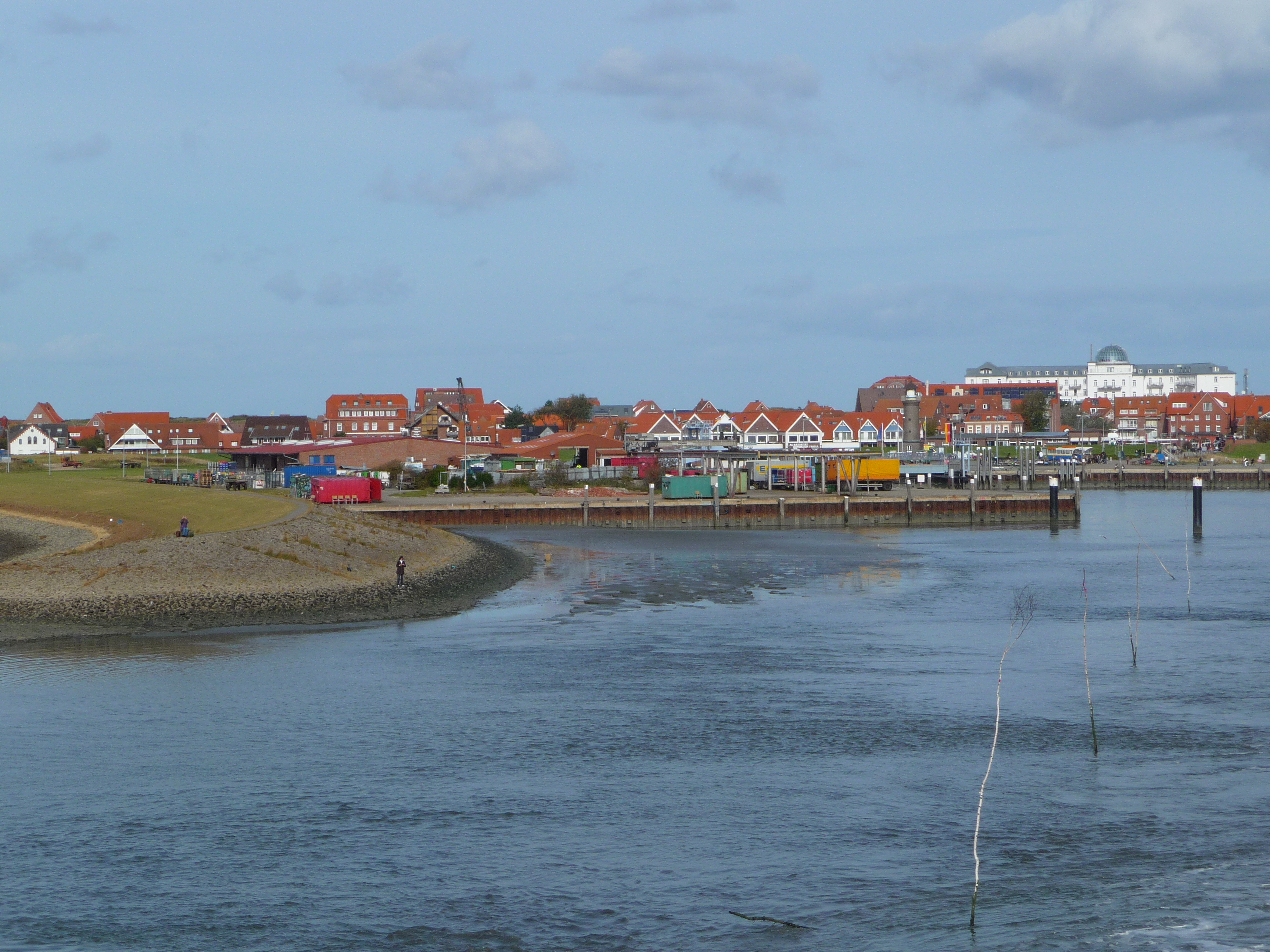
Wiederkehrendes Thema: Küstenbewohner (Hafen und Dorf von Juist)

Witze im typischen Frage-Antwort-Schema
- Warum haben Ostfriesen einen platten Hinterkopf? – Weil ihnen beim Wassertrinken immer der Klodeckel auf den Kopf fällt.
- Warum nehmen Ostfriesen einen Stein und eine Schachtel Streichhölzer mit ins Bett? – Mit dem Stein werfen sie das Licht aus, und mit den Streichhölzern sehen sie nach, ob sie auch wirklich getroffen haben.
- Warum nehmen Ostfriesen ein Messer mit ans Meer? – Um damit in See zu stechen.
- Warum nehmen ostfriesische Polizisten immer eine Schere zur Verbrecherjagd mit? – Um den Gaunern den Weg abzuschneiden.
- Wie viele Ostfriesen braucht man, um eine Kuh zu melken? – 24; vier Leute halten die vier Zitzen, und 20 Mann heben die Kuh rauf und runter.
- Warum hängen die Ostfriesen die Türen aus? – Damit niemand durchs Schlüsselloch gucken kann.
- Warum sind die Busse bei den Ostfriesen 2,5 m lang und 10 m breit? – Weil alle vorn sitzen wollen.

Pointe zugunsten der Ostfriesen
- Was machen die Ostfriesen bei Ebbe? – Sie verkaufen Bauland an die Österreicher.

Weitere Formen der Ostfriesenwitze
- Warum gibt es Ebbe und Flut? – Als das Meer die Ostfriesen sah, bekam es einen solchen Schreck, dass es flüchtete. Jetzt kommt es zweimal täglich zurück und schaut nach, ob sie noch da sind.
- Aus dem Bühnenprogramm von Otto Waalkes: „Die Ostfriesen und die Bayern spielen Fußball. Da fährt ein Zug in der Nähe vorbei und pfeift. Die Ostfriesen denken, das Spiel ist zu Ende, und gehen nach Hause. (Pause) Eine halbe Stunde später fällt das erste Tor für die Bayern.“
- Bei dem Ostfriesenhandstand steht man auf den Handflächen. Füße und Beine bleiben unten. Wohl jedem gelingt mit eventuell gebeugten Knien ein perfekter Handstand.

## Geschichte des Ostfriesenwitzes

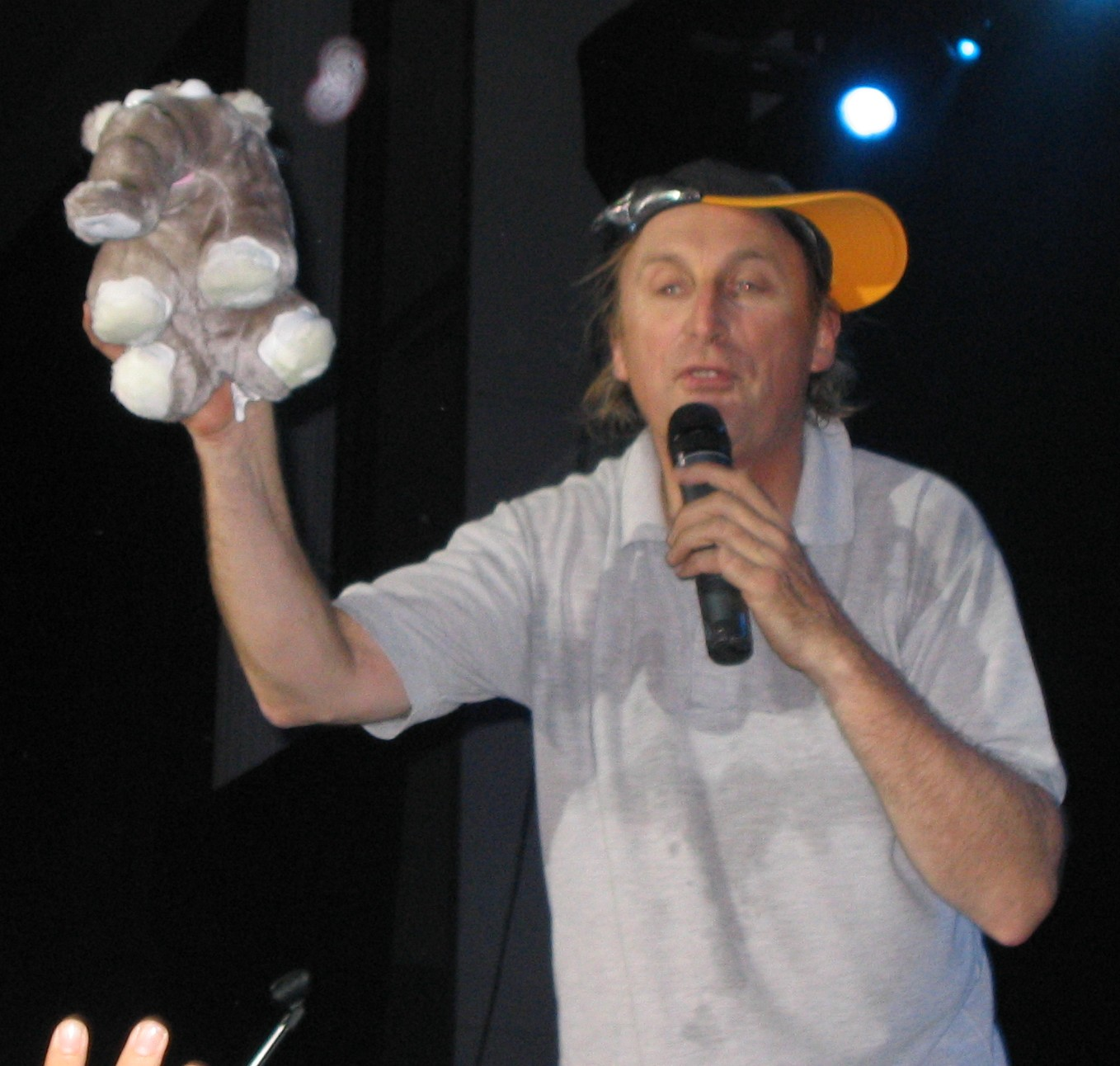
Selbst-Inszenierung als Klischee-Ostfriese und Autor von Ostfriesenwitzen: Otto Waalkes

Der Typus des Ostfriesenwitzes entstand Ende der 1960er Jahre und löste eine der ersten großen, landesweiten Witzewellen in Deutschland aus. Die Entwicklung des Ostfriesenwitzes ist relativ genau bekannt, anders als bei Witzen über andere Bevölkerungsgruppen. Das Gymnasium in Westerstede im Ammerland, einer Nachbarregion Ostfrieslands, wurde und wird auch von ostfriesischen Schülern besucht. Wie bei vielen anderen benachbarten Regionen gibt es auch zwischen den Bevölkerungen Ostfrieslands und des Ammerlands oft Sticheleien und Neckereien. Auf dem besagten Gymnasium gipfelten diese in den Jahren 1968 und 1969 in einer von dem Schüler Borwin Bandelow in der Schülerzeitung „Der Trompeter“ veröffentlichten Serie namens „Aus Forschung und Lehre“. Darin wurde der sogenannte „Homo ostfrisiensis“ als unbeholfen und dumm karikiert. Wiard Raveling, selbst Ostfriese und Lehrer an diesem Gymnasium, veröffentlichte 1993 die „Geschichte der Ostfriesenwitze“ in Buchform.
Auf die Serie in der Schülerzeitung folgte eine Witzewelle, die sich in der Region und in ganz Deutschland schnell verbreitete. Medien wie der Stern oder der Spiegel berichteten über die kuriosen Nachbarschaftsstreitigkeiten zwischen Ostfriesen und Ammerländern – und verbreiteten dabei nebenbei die Witze weiter. Diese wurden bald an das Schema der kurz zuvor in den 1960er Jahren in den USA aufgekommenen Polenwitze angepasst und zahlreiche Varianten, auch von Witzen über andere Bevölkerungsgruppen, übernommen.
1971 veröffentlichte der ostfriesische Humorist und Chansonnier Hannes Flesner mehrere Langspielplatten mit den damals neuen Ostfriesenwitzen (Ostfriesland, wie es lacht und singt). Später bauten unter anderem die beiden aus Ostfriesland stammenden Komiker Otto Waalkes und Karl Dall ihre Karrieren auf den Ostfriesenwitzen bzw. dem Klischee über die Ostfriesen und ihrem Land auf. Spätere Witzewellen, wie etwa die in den 1980er Jahren über Bundeskanzler Helmut Kohl und über Mantafahrer oder in den 1990er Jahren über Blondinen, übernahmen teilweise Struktur und Inhalte der Ostfriesenwitze.